# Cheap Tricks and Theatrics
Cheap Tricks and Theatrics è il primo EP dei Get Scared, pubblicato il 19 dicembre 2009.
Contiene inoltre le tracce Setting Yourself Up for Sarcasm e If Only She Knew Voodoo Like I Do, che verranno in seguito rivisitate nel secondo EP "Get Scared" e riaggiunte tra le tracce di Best Kind of Mess.

## Tracce
1. Setting Yourself Up for Sarcasm – 3:26
2. Lock the Doors – 3:30
3. The Finer Things – 2:59
4. If Only She Knew Voodoo Like I Do – 3:13
5. You Are What You Are – 3:13
6. The Blackout – 4:02

## Formazione
- Nicholas Matthews - voce
- Johnny Braddock - chitarra solista, voce
- Bradley "Lloyd" Iverson - chitarra ritmica, voce
- Logan V - basso
- Dan Juarez - batteria, percussioni

## Cheap Tricks and Theatrics: B-Sides
Il 12 dicembre 2011 venne pubblicata la b-side (nonché terzo EP del gruppo) contenente altri 6 brani.

### Tracce
1. Dance With the Dead – 4:07
2. So Much To Lose – 3:16
3. Not At All – 3:03
4. Misunfortunate (Lets Talk) – 3:53
5. Dead Or Alive – 3:31
6. We Wont Give Up – 4:00